# سیبولو (تگزاس)
سیبولو، تگزاس(به انگلیسی: Cibolo, Texas) شهری در ایالت تگزاس از ایالات جنوبی ایالات متحده آمریکا است. در سرشماری سال ۲۰۰۰، جمعیت این شهر ۱۷۰۰۰ نفر اعلام شد.